# FOXE3
Pour les articles homonymes, voir Foxe.
Le FOXE3 (pour Forkhead box protein E3) est une protéine de type Forkhead-Box avec un rôle de facteur de transcription. Son gène est FOXE3 situé sur le chromosome 1 humain

## Rôles
Il intervient dans la formation du cristallin, en particulier dans le développement de l'épithélium et la survie cellulaire au niveau de cet organe.

## En médecine
Une mutation du gène provoque une aphakie (absence de cristallin) congénitale. Elle peut également causer une microphtalmie congénitale récessive ainsi qu'une dysgénésie familiale du segment antérieur de l'œil. 
Une autre mutation augmente le risque de survenue d'une anévrisme de l'aorte thoracique et d'une dissection aortique.